# Dianella serrulata
Dianella serrulata är en grästrädsväxtart som beskrevs av Hallier f. Dianella serrulata ingår i släktet Dianella och familjen grästrädsväxter. Inga underarter finns listade i Catalogue of Life.